# Atlético Hidalgo
L'Atlético Hidalgo è stata una società calcistica messicana con sede a Pachuca.

## Storia
Il club nacque nel 1996 e venne incorporato alla Primera A occupando uno dei due slot lasciati liberi nell'ottica di espansione della lega. Nel Torneo Invierno 1996 si classificò sesto nel tabellone generale qualificandosi per la Liguilla, dove eliminò Marte Morelos e Real Sociedad de Zacatecas rispettivamente ai quarti ed in semifinale prima di venire sconfitto dal Tigres UANL vittorioso per 3-0 nella gara di ritorno nonostante la sconfitta di misura all'andata.
Dopo la fine del campionato il club fu acquistato dal Toluca che lo trasformò nella propria squadra filiale denominata Atlético Mexiquense.
Nel 2003 ritornò al professionismo, giocando in Tercera División con il nome Club Deportivo Atlético Hidalgo, A.C , ma scomparve nuovamente nel 2015.

## Risultati
- Primera División A

Finalista: Invierno 1996